# Дреер, Эстебан
Эстебан Хавьер Дреер Хинаннесчи (исп. Esteban Javier Dreer Ginanneschi; родился 11 ноября 1981 года в Годой-Крус, Аргентина) — аргентинский футболист, вратарь клуба «Эстудиантес» (Куэнка). Выступал в сборной Эквадора.

## Клубная карьера

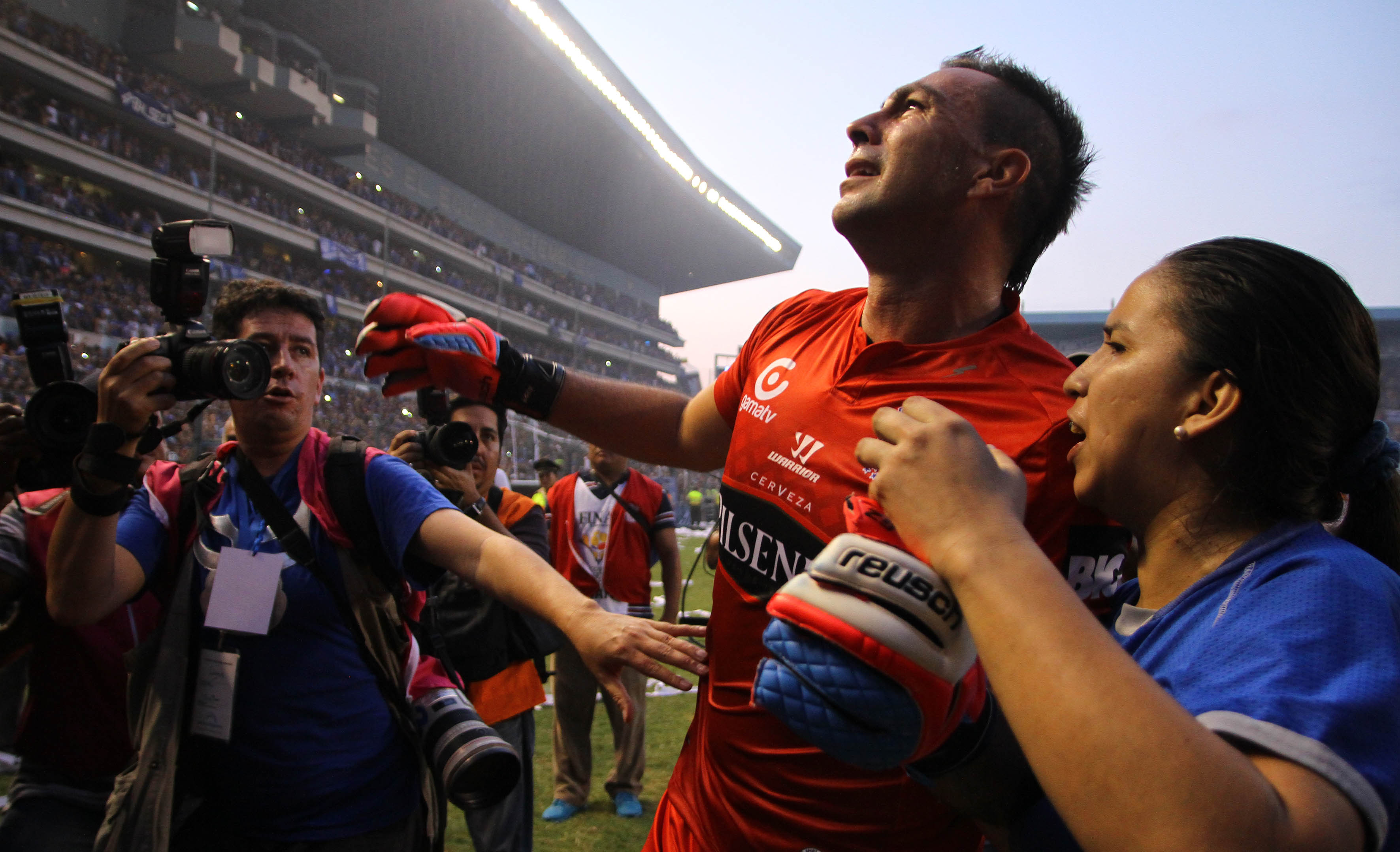
Дреер с болельщиками «Эмелека»

Дреер — воспитанник клуба «Арсенал» из Саранди. В 2003 году он дебютировал в аргентинской Примере. Из-за высокой конкуренции он получал мало игровой практики и играл только во время травм основного вратаря. В поисках игрового времени Эстебан покинул «Арсенал» и в 2007 году подписал соглашение с литовским «Каунасом». В новой команде Дреер также не всегда попадал в состав, но уже в первом сезоне смог выиграть чемпионат Литвы. В 2008 году он дебютировал за команду в матчах Лиги чемпионов и Кубка УЕФА.
В 2009 году Эстебан вернулся в Южную Америку, где подписал соглашение с эквадорским «Депортиво Куэнка». 19 июля в матче против ЛДУ Кито он дебютировал в эквадорской Серии А. С первого же сезона Дреер стал основным голкипером клуба и за три сезона провёл за «Депортиво» более ста матчей.
В 2012 году Эстебан перешёл в «Эмелек». 4 марта в поединке против ЛДУ Кито он дебютировал за новый клуб. В 2013 и 2014 годах Дреер два раза подряд помог клубу выиграть первенство Эквадора.

## Международная карьера
Летом 2015 года Дреер попал в заявку сборной Эквадора на участие в Кубке Америки в Чили. На турнире он был запасным и на поле так и не вышел.
17 ноября в отборочном матче чемпионата мира 2018 против сборной Венесуэлы Эстебан дебютировал за сборную Эквадора.
В 2016 году Эстебан во второй раз принял участие в Кубке Америки в США. На турнире он сыграл в матче против команды Бразилии.

## Достижения
Командные
 «Каунас»
- Чемпионат Литвы по футболу — 2007

 «Эмелек»
- Чемпионат Эквадора по футболу — 2013
- Чемпионат Эквадора по футболу — 2014